# رسانش گرمایی

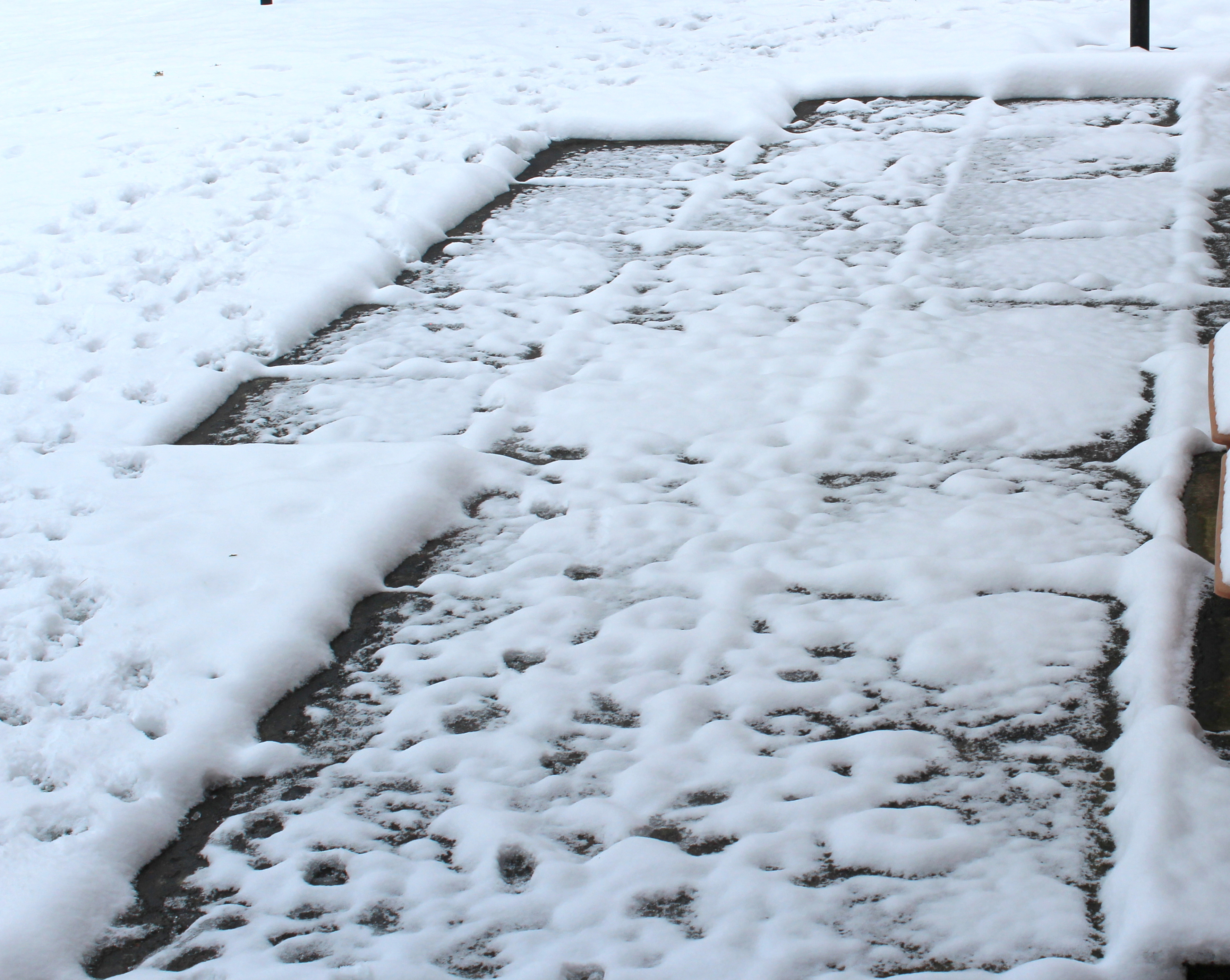
نمونه‌ای از رسانش گرمایی؛ سنگ‌فرش‌های این پاسیو، گرما را بهتر از چمن‌های اطراف، انتقال می‌دهند. در نتیجه، گرمای زمین، برف روی سنگ‌فرش‌ها را سریع‌تر از برف روی چمن یا فاصلهٔ بین سنگ‌فرش‌ها، آب می‌کند.

رسانش، رسانش گرما یا رسانش گرمایی در انتقال گرما، حالتی از جابجایی انرژی درون یا بین بدنهٔ اجسام است که بر اثر گرادیان دما (به انگلیسی: temperature gradient) رخ می‌دهد. رسانش به معنای انتقال انرژی جنبشی ذرات مادهٔ پاسخ‌پذیر (به انگلیسی: ponderable matter که در مقابل فوتونها جای می‌گیرد) است. رسانش در همهٔ شکل‌های مادهٔ پاسخ‌پذیر صورت می‌گیرد، یعنی در جامدها، مایعها، گازها و پلاسماها. گرما خودبه‌خود تمایل دارد از جسمی با دمای بیشتر به جسمی با دمای کمتر شارش یابد. در نبود شارهای محرک، تغییرات دما در طول زمان به تعادل گرمایی میل می‌کند.
در رسانش، بر خلاف همرفت و تابش گرمایی، گرما از درون خود جسم شارش می‌یابد. در جامدات، انتقال انرژی بر پایهٔ مدل الکترون آزاد و رسانش بر اثر ترکیب لرزش‌های مولکول‌های ساختار بلوری یا فونون صورت می‌پذیرد. در گازها و مایعات، رسانش نتیجهٔ برخورد و پخش مولکولی مولکول‌هایِ در حال حرکت تصادفی است. فوتونها عموماً با هم برخورد ندارند و جابجایی گرما بر اثر تابش الکترومغناطیسی به عنوان نوعی از رسانش گرمایی محسوب نمی‌شود. در جامدات جداییدن انتقال به وسیلهٔ فوتون‌ها از انتقال به وسیلهٔ مادهٔ پاسخ‌پذیر ساده نیست، اما در مایع‌ها درک این تفاوت ساده‌تر است و در گازها معمولاً در نظر گرفته می‌شود.
در علوم مهندسی، جابجایی گرما شامل فرایندهای تابش گرمایی، همرفت و گاهی جابجایی جرم می‌شود و اغلب بیش از یکی از این فرایندها در حال رخ دادن است.  اهنگ رسانش گرمایی(H) با رابطهkA(Th-Tc)/L محاسبه میشود، که در آن k رسانندگی گرمایی ماده، A سطح ماده ، L طول ماده و Th-Tc اختلاف دمای دو انتهای ماده است.